# لوکا اسپاراندو
لوکا اسپاراندو (انگلیسی: Luca Sparandeo؛ زادهٔ ۱۸ اوت ۱۹۹۹) بازیکن فوتبال است.
از باشگاه‌هایی که در آن بازی کرده‌است می‌توان به باشگاه فوتبال بنونتو اشاره کرد.